# آریا عظیمی‌نژاد
آریا عظیمی‌نژاد (زادهٔ ۵ اردیبهشت ۱۳۵۲) موسیقی‌دان و آهنگ‌ساز ایرانی است. وی از کودکی در آثار هنری گوناگونی، ظاهر شده است. اولین کار وی مربوط به بازی در خانه عروسک‌ها به عنوان بازیگر خردسال بوده است. فعالیت فعلی وی عمدتاً بر روی آهنگ سازی متمرکز است. عظیمی‌نژاد در تعداد زیادی از فیلم‌ها و سریال‌های ایرانی به عنوان آهنگ ساز مشارکت داشته است. او برای کارهایش چند بار نامزد جایزهٔ بهترین موسیقی متن در جشنواره بین‌المللی فیلم فجر و جایزهٔ خانه سینما شد. همچنین او در دو فصل نخست مسابقه تلویزیونی عصر جدید به عنوان داور حضور داشته‌است.

## زندگی
آریا عظیمی‌نژاد ۵ اردیبهشت سال ۱۳۵۲ در تهران متولد شد. پدرش جمشید عظیمی‌نژاد نویسنده و برنامه‌ساز تلویزیونی است که بیشتر با کار کودک «خانهٔ عروسک‌ها» که در سال‌های ابتدایی انقلاب پخش می‌شد، شناخته می‌شود.
عظیمی‌نژاد در شش سالگی در این مجموعهٔ عروسکی همراه خواهرش پوپک، نقش آفرینی کرده است.
وی سه‌تار را نزد پدربزرگ خود فراگرفت و سپس نزد اساتیدی چون جلال ذوالفنون، محمود تاجبخش و علی‌اصغر زند وکیلی آموزش دید.
او در سال ۱۳۷۲ در رشتهٔ موسیقی دانشگاه آزاد واحد هنر و معماری پذیرفته شد و نزد اساتیدی چون فرهاد فخرالدینی و مصطفی کمال پورتراب به فراگیری دانش موسیقی پرداخت.
کار حرفه‌ای ساخت موسیقی را از سال دوم دانشگاه با موسیقی تئاتر آغاز کرد و در مدتی کوتاه توانست در جشنواره‌های بین‌المللی تئاتر، نامزد دریافت بهترین موسیقی متن گردد. این عوامل سبب ورود او به سینما و تلویزیون گردید.
عظیمی‌نژاد با ساخت موسیقی فیلم میم مثل مادر در سینما و «او یک فرشته بود» در تلویزیون توانست خود را به‌عنوان یکی از بهترین آهنگ‌سازان کشور بشناساند و نامزدی جایزهٔ بهترین موسیقی متن در جشنواره بین‌المللی فیلم فجر و جایزهٔ خانه سینما را برای آهنگ‌سازی فیلم‌هایی چون «میم مثل مادر»، «طلا و مس» و «فرزند خاک» به دست آورد.
عظیمی‌نژاد در سال ۲۰۰۴ میلادی توانست مقام دوم جشنوارهٔ بین‌المللی موسیقی Langollen بریتانیا را در رشتهٔ موسیقی فولکلوریک بین‌المللی با تکنوازی سه‌تار به‌دست‌آورد. آشنایی او با جاسلین پوک آهنگ‌ساز نام‌دار بریتانیایی سبب همکاری وی با این آهنگ‌ساز اهل بریتانیا در چندین پروژهٔ موسیقی فیلم شد.
او موسیقی متن‌های ماندگاری را برای سریال‌های چاردیواری، پایتخت، و دودکش خلق کرد.
ساخت موسیقی برای خوانندگان سرشناس ایرانی از دیگر فعالیت‌های حرفه‌ای او است.
علاقهٔ او به موسیقی فولکلور ایرانی سبب شده تا مجموعه‌ای از موسیقی نواحی ایران را جمع‌آوری کرده و از آن‌ها در ساخت موسیقی فیلم استفاده نماید.
عظیمی‌نژاد سرپرست گروه موسیقی «بوم و بر» است که در سبک موسیقی تلفیقی فعالیت دارد تا در فضایی مدرن و امروزی، شنوندگان را به شنیدن نغمات و مقامات در حال فراموشی موسیقی مقامی فرا خواند. نیما رمضان، آرش سعیدی و بردیا امیری از دیگر اعضای این گروه هستند.
او عضو گروه نوازندگان ارکستر محمد اصفهانی است.
همچنین او یکی از چهار داور مسابقهٔ عصر جدید در فصل نخست و دوم بود.

## آثار

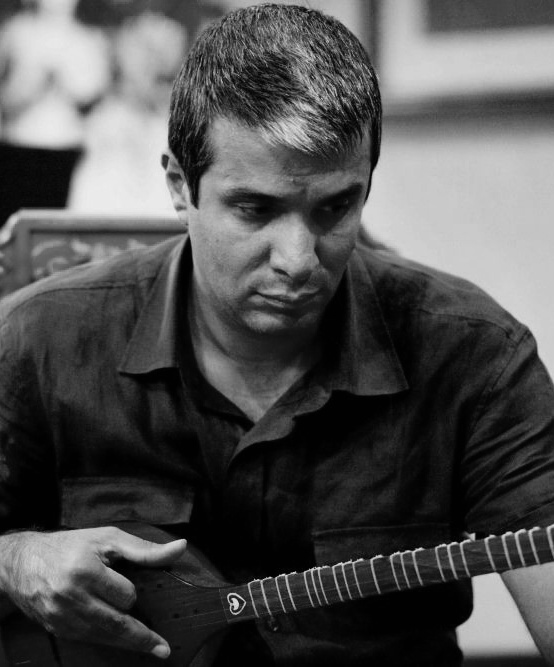
عظیمی‌نژاد در حال نواختن سه‌تار

### آلبوم‌ها
| ردیف | عنوان              | سال تولید | تعداد قطعه | خواننده          | توضیحات                                                 |
| ---- | ------------------ | --------- | ---------- | ---------------- | ------------------------------------------------------- |
| ۱    | جادوی ایران‌زمین    | ۱۳۸۱      | ۸          | قنبر راستگو      |                                                         |
| ۲    | میم مثل مادر       | ۱۳۷۳      | ۲۳         | مهیار فاضلی      | میم مثل مادر نام آخرین ساخته مرحوم رسول ملاقلی پور است. |
| ۳    | ساقی سرمست         | ۱۳۹۱      | ۱۲         | محمدعلی کریم‌خانی | سوگنامه‌ای برای شهیدان کربلا                             |
| ۴    | جادوی ایران زمین ۲ | ۱۳۹۲      |            |                  |                                                         |

### آهنگ‌سازی مجموعه‌های تلویزیونی
| ردیف | عنوان               | سال تولید | سازنده               |
| ---- | ------------------- | --------- | -------------------- |
| ۱    | پزشکان              | ۱۳۷۷      | مسعود کرامتی         |
| ۲    | کاکتوس‌های بی‌شخصیت   | ۱۳۷۸      | نیما فلاح            |
| ۳    | خانه ما             | ۱۳۷۹      | مسعود کرامتی         |
| ۴    | کمین                | ۱۳۷۹      | مسعود کرامتی         |
| ۵    | زنگ آخر             | ۱۳۸۱      | نیما فلاح            |
| ۶    | این راهش نیست       | ۱۳۸۲      | مسعود کرامتی         |
| ۷    | مروارید سرخ         | ۱۳۸۳      | مسعود رسام           |
| ۸    | روزهای اعتراض       | ۱۳۸۴      | حسین سهیلی‌زاده       |
| ۹    | نیمکت               | ۱۳۸۴      | محمد رحمانیان        |
| ۱۰   | او یک فرشته بود     | ۱۳۸۴      | علیرضا افخمی         |
| ۱۱   | آخرین گناه          | ۱۳۸۵      | حسین سهیلی‌زاده       |
| ۱۲   | پریدخت              | ۱۳۸۶      | سامان مقدم           |
| ۱۳   | روز حسرت            | ۱۳۸۷      | سیروس مقدم           |
| ۱۴   | رستگاران            | ۱۳۸۸      | سیروس مقدم           |
| ۱۵   | جراحت               | ۱۳۸۸      | محمدمهدی عسگرپور     |
| ۱۶   | پس از سال‌ها         | ۱۳۸۸      | اکبر خواجوی          |
| ۱۷   | چاردیواری           | ۱۳۸۹      | سیروس مقدم           |
| ۱۸   | زیر هشت             | ۱۳۸۹      | سیروس مقدم           |
| ۱۹   | پایتخت ۱            | ۱۳۹۰      | سیروس مقدم           |
| ۲۰   | تا ثریا             | ۱۳۹۰      | سیروس مقدم           |
| ۲۰   | پنج کیلومتر تا بهشت | ۱۳۹۰      | علیرضا افخمی         |
| ۲۱   | مثل یک کابوس        | ۱۳۹۰      | شهرام شاه‌حسینی       |
| ۲۲   | چک برگشتی           | ۱۳۹۱      | سیروس مقدم           |
| ۲۳   | راه طولانی          | ۱۳۹۱      | رضا کریمی            |
| ۲۴   | بیدار باش           | ۱۳۹۱      | احمد کاوری           |
| ۲۵   | دیوار               | ۱۳۹۱      | سیروس مقدم           |
| ۲۶   | آسه آسه قصه قصه     | ۱۳۹۱      | حمید گلی و علی فروتن |
| ۲۷   | پایتخت ۲            | ۱۳۹۲      | سیروس مقدم           |
| ۲۸   | دودکش               | ۱۳۹۲      | محمدحسین لطیفی       |
| ۲۹   | پایتخت ۳            | ۱۳۹۳      | سیروس مقدم           |
| ۳۰   | میکائیل             | ۱۳۹۴      | سیروس مقدم           |
| ۳۱   | پایتخت ۴            | ۱۳۹۴      | سیروس مقدم           |
| ۳۲   | قرعه                | ۱۳۹۵      | برزو نیک‌نژاد         |
| ۳۳   | علی‌البدل            | ۱۳۹۶      | سیروس مقدم           |
| ۳۴   | سفر در خانه         | ۱۳۹۷      | بهمن گودرزی          |
| ۳۵   | پایتخت ۵            | ۱۳۹۷      | سیروس مقدم           |
| ۳۶   | پایتخت ۶            | ۱۳۹۹      | سیروس مقدم           |
| ۳۷   | با خانمان           | ۱۳۹۹      | برزو نیک نژاد        |
| ۳۸   | احضار               | ۱۴۰۰      | علیرضا افخمی         |
| ۳۹   | دودکش ۲             | ۱۴۰۰      | برزو نیک نژاد        |
| ۴۰   | پایتخت ۷            | ۱۴۰۴      | سیروس مقدم           |

### آهنگ‌سازی شبکه نمایش خانگی
| ردیف | عنوان     | سال تولید | سازنده          | منبع   |
| ---- | --------- | --------- | --------------- | ------ |
| ۱    | احضار     | ۱۳۹۷      | رامین عباسی‌زاده |        |
| ۲    | نیسان آبی | ۱۴۰۰      | منوچهر هادی     | [ ۱۴ ] |
| ۳    | عقرب عاشق | ۱۴۰۱      | حسین سهیلی‌زاده  | [ ۱۵ ] |
| ۴    | آفتاب‌پرست | ۱۴۰۱      | برزو نیک نژاد   | [ ۱۶ ] |

### آهنگ سازی فیلم‌های سینمایی
| ردیف | عنوان                          | سال تولید | سازنده                  | منبع                 |
| ---- | ------------------------------ | --------- | ----------------------- | -------------------- |
| ۱    | عروس خوش‌قدم                    | ۱۳۸۱      | کاظم راست‌گفتار          |                      |
| ۲    | نقاب                           | ۱۳۸۳      | کاظم راست‌گفتار          |                      |
| ۳    | من و دبورا                     | ۱۳۸۴      | سید ضیاءالدین دری       |                      |
| ۴    | عروسک فرنگی                    | ۱۳۸۴      | فرهاد صبا               |                      |
| ۵    | صحنه جرم، ورود ممنوع!          | ۱۳۸۴      | ابراهیم شیبانی          |                      |
| ۶    | چند کیلو خرما برای مراسم تدفین | ۱۳۸۴      | سامان سالور             |                      |
| ۷    | عشق ممنوع                      | ۱۳۸۴      | سید ضیاءالدین دری       |                      |
| ۸    | بازرس حکومتی                   | ۲۰۰۵      | پیتر کاسمینسکی          | [ ۱۷ ]               |
| ۹    | میم مثل مادر                   | ۱۳۸۵      | رسول ملاقلی‌پور          |                      |
| ۱۰   | پارک وی                        | ۱۳۸۵      | فریدون جیرانی           |                      |
| ۱۱   | همیشه پای یک زن در میان است    | ۱۳۸۶      | کمال تبریزی             |                      |
| ۱۲   | فرش ایرانی                     | ۱۳۸۶      | کمال تبریزی             |                      |
| ۱۳   | فرزند خاک                      | ۱۳۸۶      | محمدعلی باشه آهنگر      |                      |
| ۱۴   | آن سوی رودخانه                 | ۱۳۸۷      | عباس احمدی مطلق         |                      |
| ۱۵   | نفوذی                          | ۱۳۸۷      | احمد کاوری و مهدی فیوضی |                      |
| ۱۶   | طلا و مس                       | ۱۳۸۸      | همایون اسعدیان          |                      |
| ۱۷   | آدم‌کش                          | ۱۳۸۸      | رضا کریمی               |                      |
| ۱۸   | بیداری رؤیاها                  | ۱۳۸۸      | محمدعلی باشه آهنگر      |                      |
| ۱۹   | بهشت اینجاست                   | ۱۳۸۹      | حمیدرضا سلیمیان         |                      |
| ۲۰   | زندگی خصوصی                    | ۱۳۹۰      | محمدحسین فرح‌بخش         |                      |
| ۲۱   | کاغذ خروس‌نشان                  | ۱۳۹۰      | مریم میلانی             | [ ۱۸ ]               |
| ۲۲   | چک                             | ۱۳۹۰      | کاظم راست‌گفتار          | [ ۱۹ ]               |
| ۲۳   | خواب‌زده‌ها                      | ۱۳۹۲      | فریدون جیرانی           | [ ۲۰ ]               |
| ۲۴   | تراژدی                         | ۱۳۹۲      | آزیتا موگویی            | [ ۲۱ ]               |
| ۲۵   | مستانه                         | ۱۳۹۳      | محمدحسین فرح‌بخش         | [ ۲۲ ]               |
| ۲۶   | ع ش ق                          | ۱۳۹۳      | قاسم جعفری              | [ ۲۳ ]               |
| ۲۷   | شاهزاده روم                    | ۱۳۹۳      | گروه هنر پویا           |                      |
| ۲۸   | در مدت معلوم                   | ۱۳۹۳      | وحید امیرخانی           | [ ۲۴ ]               |
| ۲۹   | گینس                           | ۱۳۹۳      | محسن تنابنده            |                      |
| ۳۰   | نیم                            | ۱۳۹۴      | بهمن کامیار             | [ ۲۵ ]               |
| ۳۱   | پرونده‌ای برای سارا             | ۱۳۹۴      | نادر مقدس               | [ ۲۶ ]               |
| ۳۲   | آب‌نبات چوبی                    | ۱۳۹۴      | محمدحسین فرح‌بخش         | [ ۲۷ ]               |
| ۳۳   | ژانویه خونین                   | ۱۳۹۴      | وحید مصطفایف            | [ ۲۸ ] [ ۲۹ ]        |
| ۳۴   | هلن                            | ۱۳۹۴      | علی اکبر ثقفی           | [ ۳۰ ]               |
| ۳۵   | خوب، بد، جلف                   | ۱۳۹۵      | پیمان قاسم‌خانی          | [ ۳۱ ]               |
| ۳۶   | جانان                          | ۱۳۹۵      | کامران قدکچیان          | [ ۳۲ ] [ ۳۳ ] [ ۳۴ ] |
| ۳۷   | تخته‌گاز                        | ۱۳۹۷      | محمد آهنگرانی           |                      |
| ۳۸   | همه چی عادیه                   | ۱۳۹۷      | محسن دامادی             |                      |
| ۳۹   | ۲۳ نفر                         | ۱۳۹۷      | مهدی جعفری              |                      |
| ۴۰   | بی‌حسی موضعی                    | ۱۳۹۷      | حسین مهکام              |                      |
| ۴۱   | جوجه تیغی                      | ۱۳۹۸      | مستانه مهاجر            |                      |
| ۴۲   | سیارک                          | ۱۴۰۰      | مهدی حسینی وند          | [ ۳۵ ]               |

### آهنگ‌سازی تله‌فیلم‌های تلویزیونی
1. پرنده شاهین (۱۳۸۶)
2. سایه‌های آرزو (ابراهیم سلطانی‌فر ۱۳۸۷)
3. زنگار (عباس احمدی مطلق ۱۳۸۹)

### آهنگ‌سازی برنامه‌های تلویزیونی
1. موسیقی برنامه «سینما یک»
2. موسیقی برنامه «سمت خدا» ویژه ماه رمضان (کاری از محمد صالح‌علا)
3. موسیقی برنامه «نان و ماه» ویژه ماه رمضان (کاری از باران صالح‌علا)
4. موسیقی برنامه نقد «تئاتر ۴» شبکه چهار[۳۶]
5. موسیقی برنامه «آنسو» شبکه مستند
6. موسیقی شوی استعدادیابی «عصر جدید»

### آهنگ‌سازی فیلم کوتاه
1. سه خواهر
2. کیف
3. درس آخر
4. پشت‌سر باد نمی‌آید
5. آن
6. زرد، آبی، قرمز (علی کریم ۱۳۸۵)[۳۷]
7. رؤیای زمین (مریم فخیمی ۱۳۸۶)[۳۸]

### آهنگ‌سازی مستند
1. مستند «زارچ» (قنات‌های کهن شهر یزد) (مسعود امینی تیرانی ۱۳۸۲)[۳۹]
2. مستند «آوای ماه» (موسیقی نواحی ایران) (مسعود امینی تیرانی ۱۳۸۴)
3. مستند «باز آی» (مولانا) (سهیل نصیری ۱۳۸۶)
4. مستند «حقیقت گمشده» (تایتانیک، خیام و فیتز جرالد) (محمدعلی فارسی ۱۳۸۸)[۴۰]
5. مستند «وقتی ابرها پایین می‌آیند» (معین کریم‌الدّینی ۱۳۹۰)[۴۱]
6. مستند «آتلان» (معین کریم‌الدّینی ۱۳۹۳)[۴۲][۴۳]
7. مستند «نشانی» (اصغر بختیاری ۱۳۹۴)[۴۴] با همکاری کارن همایون‌فر
8. مستند «به پشت تابلو نگاه کن» (محسن برمهانی)[۴۵]
9. مستند «لبیک» (پیاده‌روی اربعین) (وحید امیرخانی ۱۳۹۱)[۴۶]
10. مستند «در جستجوی سایه» (قطب جنوب) (حمید خداشناس)
11. مستند «وزرا جنگ» (مهناز صبور ۱۳۹۶)
12. مستند «مهدی که به دنیا آمد» (امیرمهدی حکیمی، حجت بامروت ۱۳۹۸)[۴۷]

### آهنگ‌سازی نمایش تئاتر
1. آن سوی آیینه (کارگردان: آزیتا حاجیان)
2. گرگ و میش (کارگردان: آزیتا حاجیان)
3. تلخ‌بازی قمر در عقرب (کارگردان: شهره لرستانی)
4. سه سال و نیم (کارگردان: امیر آقایی)
5. اژدهاک (کارگردان: وحید عیوضی)
6. هُتل عروس (کارگردان: سیما تیرانداز)

### سایر پروژه‌ها

#### قطعات موسیقایی
1. قطعه «شکایت هجران» (محمد اصفهانی) آلبوم نون و دلقک
2. قطعه مقدمهٔ «بر آتش»، «مرو ای دوست»، «مُناجات» (موسیقی آوایی) در آلبوم برکت محمد اصفهانی
3. قطعه «غزال» در آلبوم بی‌واژه (با صدای محمد اصفهانی برای علی بن موسی الرضا)
4. قطعه «زائر بهار» (خواننده: محمد اصفهانی)
5. قطعه «هروله» اربعین حسینی (خواننده: امیرحسین مدرس و حمیدرضا ترکاشوند)
6. قطعه «عبور» (خواننده: حمیدرضا ترکاشوند)
7. قطعه «ضربه دوازدهم» (خواننده: حجت اشرف زاده)
8. قطعه «فقط عشق» (خواننده: رضا صادقی)
9. قطعه «سوره زلف» (خواننده: امیرحسین مدرس)
10. قطعه «در این قطعه از بهشت» معروف به آمده‌ام ای شاه پناهم بده (با مداحی محمدعلی کریم‌خانی برای علی بن موسی الرضا)
11. مجموعه قطعات موسیقایی «رنگین کمان درد»
12. مجموعه قطعات موسیقایی «شهادت نامه»
13. همکاری در آهنگسازی آلبوم «در سایه سار مهتاب» اثر مقداد شاه حسینی[۴۸]
14. تیزر فیلم سینمایی «بوسیدن روی ماه» (خواننده: محمد اصفهانی)[۴۹]
15. قطعه «جان خستگان» با صدای محمدعلی کریم‌خانی برای علی بن موسی الرضا[۵۰]
16. قطعه «ای کربلا» (خواننده: محمد اصفهانی، منتشر نشده)[۵۱]
17. آلبوم مجموعه اشعار عبدالجبار کاکایی با خوانش امین تارخ[۵۲]

#### نوازندگی‌ها
1. نوازندگی سه‌تار در قطعه مقدمهٔ «بر آتش»، «مرو ای دوست»، «مُناجات» و «باتو ستاره می‌شوم» در آلبوم برکت محمد اصفهانی
2. نوازندگی سه‌تار در قطعه شب افروز در آلبوم نون و دلقک، دیده بگشا و تا من بدیدم روی تو در آلبوم ماه غریبستان (خواننده: محمد اصفهانی)
3. نوازندگی سه‌تار در آلبوم «حال منِ بی‌تو» (علیرضا عصار)
4. نوازندگی سه‌تار در آلبوم «غریبه» (فریدون آسرایی)
5. نوازندگی سه‌تار در آلبوم «راه بی‌پایان» (پویا نیک پور)
6. نوازندگی سه تار در آلبوم «حامی» (حمیدرضا حامی)[۵۳][۵۴]
7. نوازندگی سه تار در موسیقی سینمایی «Caótica Ana» به آهنگسازی جاسلین پوک ساخت اسپانیا
8. نوازندگی سه تار در موسیقی سینمایی « «Brick lane»» به آهنگسازی جاسلین پوک ساخت انگلستان

۹-نوازندگی گیتار در قطعه آبی آلبوم مسافر (شادمهر عقیلی)

#### نماهنگ‌ها
1. موسیقی نماهنگ «لحظه‌های ماندگار»
2. موسیقی نماهنگ برای علی بن ابی‌طالب
3. موسیقی نماهنگ «بی‌انتها» (گوینده: احسان علیخانی آواز: حمیدرضا ترکاشوند) به سفارش شبکه نسیم
4. موسیقی نماهنگ «انابت» مناجات و ربنا ویژه ماه مبارک رمضان
5. موسیقی نماهنگ ویژهٔ تحویل سال ۱۳۹۸ برنامهٔ «عصر جدید»

#### سایر
1. تک‌آهنگ دلشدگان (بازسازی شده از قطعه آوازی به نام «غلام چشم آذر» از موسیقی فیلم سینمایی دلشدگان به مناسبت زادروز محمدرضا شجریان خوانندهٔ اثر، ۱ مهر ۱۳۹۵)[۵۵]
2. میکس و مسترینگ آلبوم تک‌نوازی و دو نوازی تنبک «بر مدار زمان» اثری از فرهاد صفری[۵۶]
3. تنظیم قطعه «creative person» از آلبوم «روی دیگر» (خواننده:بهرام رادان)[۵۷][۵۸]
4. اجرای موسیقی زندهٔ مراسم اختتامیهٔ سی و یکمین جشنوارهٔ بین‌المللی فیلم فجر
5. اجرای موسیقی زنده در بخش به یاد درگذشتگان پنجمین جشن سالانهٔ موسیقی ما

## دیگر فعالیت‌ها
- عضو هیئت داوران شانزدهمین جشن خانهٔ سینما ۱۳۹۳[۵۹]
- عضو هیئت داوران بخش «مسابقه ملی» نهمین دورهٔ جشنوارهٔ بین‌المللی فیلم مستند ایران «سینماحقیقت» ۱۳۹۴
- عضو هیئت داوران دورهٔ سی‌ویکم جشنوارهٔ موسیقی فجر ۱۳۹۴[۶۰]
- عضو هیئت داوران هجدهمین جشن خانهٔ سینما ۱۳۹۵[۶۱]
- عضو هیئت داوران بخش موسیقی متن دهمین جشن بزرگ انیمیشن ایران ۱۳۹۷
- عضو اتاق فکر و شورای سیاست‌گذاری سومین جشنوارهٔ آواها و نواهای رضوی ۱۳۹۷
- عضو هیئت مدیرهٔ انجمن موسیقی استان تهران[۶۲]
- عضو داوران برنامهٔ استعدادیابی تلویزیونی عصر جدید (فصل نخست) ۹۸–۱۳۹۷
- عضو هیئت داوران کمیسیون شعر و موسیقی بیست و دومین جشنوارهٔ تولیدات مراکز ۱۳۹۸[۶۳]
- عضو داوران برنامهٔ استعدادیابی تلویزیونی عصر جدید (فصل دوم) ۹۹–۱۳۹۸

## دستاوردها
- مقام دوّم جشنوارهٔ بین‌المللی موسیقی Langollen بریتانیا در رشتهٔ موسیقی فولکلوریک بین‌المللی با تکنوازی سه‌تار ۲۰۰۴
- نامزد دریافت تندیس زرین بهترین موسیقی متن برای فیلم «میم مثل مادر» در دهمین جشن سینمای ایران (خانه سینما) ۱۳۸۵[۶۴]
- نامزد دریافت سیمرغ بلورین بهترین موسیقی متن برای فیلم «فرزند خاک» در بیست و ششمین جشنواره بین‌المللی فیلم فجر ۱۳۸۷
- نامزد دریافت تندیس زرین بهترین موسیقی متن برای فیلم «فرزند خاک» در دوازدهمین جشن سینمای ایران (خانه سینما) ۱۳۸۷
- نامزد دریافت سیمرغ بلورین بهترین موسیقی متن برای فیلم «طلا و مس» در بیست و هشتمین جشنوارهٔ بین‌المللی فیلم فجر ۱۳۸۹
- نامزد دریافت تندیس زرین بهترین موسیقی متن برای فیلم «طلا و مس» در چهاردهمین جشن سینمای ایران (خانه سینما) ۱۳۸۹
- برنده جایزه کارشناسی بهترین قطعهٔ موسیقی تلفیقی نخستین جشن سالانه موسیقی ما را برای قطعه «عزای عالم» از آلبوم «ساقی سرمست» ۱۳۹۲[۶۵]
- برندهٔ جایزهٔ بهترین موسیقی برای فیلم «پایتخت ۳» در مراسم تقدیر از برترین‌های نوروزی سیما و بهترین برنامه‌های معارفی سیما در نوروز ۱۳۹۳
- برندهٔ جایزهٔ بهترین موسیقی برای مستند «آتلان» در جشن سینمای مستند در قالب هفدهمین جشن سالانهٔ خانهٔ سینما در سال ۱۳۹۴
- نامزد دریافت جایزهٔ آهنگ‌ساز برگزیدهٔ موسیقی پاپ در پنجمین جشن سالانهٔ موسیقی ما در سال ۱۳۹۶
- نامزد دریافت جایزهٔ تنظیم‌کنندهٔ برگزیدهٔ موسیقی پاپ، راک و تلفیقی در پنجمین جشن سالانهٔ موسیقی ما در سال ۱۳۹۶